# Круг (волейбольний клуб)
«Круг» — жіночий волейбольний клуб з м. Черкаси, Україна. Заснований 1991 року як «Хімволокно». Виступав в Українській Суперлізі.
ВК «Круг» — чемпіон України (1998, 2000, 2005, 2006, 2007, 2008), володар Кубка України (1997, 1998, 1999, 2000, 2005, 2006, 2007, 2008).

## Історія
За роки існування команда кілька разів змінювала свою назву залежно від спонсорів.
- 1991—1995 — «Хімволокно»
- 1995—1996 — «Хімволокно-Спорттех»
- 1996—1999 — «Хімволокно-Трівертон»
- 1999—2000 — «Хімволокно-Круг»
- 2000—2002 — «Динамо-Круг»
- 2002—2011 — «Круг»

## Склад

### Гравці
Станом на 1 серпня 2010
| No | Національність | Гравець             | Дата народження  | Зріст | Позиція       |
| -- | -------------- | ------------------- | ---------------- | ----- | ------------- |
| 1  | Україна        | Катерина Дуднікова  | 29 червня 1992   | 185   | нападаюча     |
| 2  | Україна        | Ганна Кудакова      | 23 січня 1988    | 186   | блокуюча      |
| 4  | Україна        | Олена Сидоренко     | 20 січня 1974    | 182   | нападаюча     |
| 5  | Україна        | Катерина Кулик      | 28 вересня 1989  | 187   | нападаюча     |
| 6  | Україна        | Вікторія Дєдкова    | 17 червня 1988   | 190   | догравальниця |
| 7  | Україна        | Олена Якимчук       | 10 квітня 1991   | 191   | догравальниця |
| 8  | Україна        | Еліна Безпрозванна  | 4 червня 1989    | 188   | блокуюча      |
| 9  | Україна        | Вікторія Адрияненко | 13 лютого 1969   | 181   | нападаюча     |
| 10 | Україна        | Ганна Марушко       | 29 травня 1988   | 179   | догравальниця |
| 11 | Україна        | Олександра Коляда   | 30 січня 1987    | 179   | ліберо        |
| 12 | Україна        | Марія Войтенко      | 19 лютого 1992   | 191   | нападаюча     |
| 14 | Україна        | Яна Ковтун          | 6 листопада 1967 | 180   | зв'язуюча     |
|    | Україна        | Єлизавета Грицюта   | 16 червня 1991   | 176   | ліберо темп   |
|    | Україна        | Світлана Шванська   | 9 січня 1990     | 180   | догравальниця |
|    | Україна        | Марина Добриця      | 27 квітня 1990   | 185   | догравальниця |
|    | Україна        | Ірина Швачка        | 5 жовтня 1980    | 188   | блокуюча      |

## Сезони
Чемпіонат України
| Сезон   | Ліга      | Місце                                      | Тренер(и)      |
| ------- | --------- | ------------------------------------------ | -------------- |
| 1996—97 | суперліга | 2-е                                        | Сергій Голотов |
| 1997—98 | суперліга | 1-е                                        | Сергій Голотов |
| 1998—99 | суперліга | 2-е                                        | Сергій Голотов |
| 1999—00 | суперліга | 1-е                                        | Сергій Голотов |
| 2000—01 | суперліга | 2-е                                        | Сергій Голотов |
| 2001—02 | суперліга | 2-е                                        | Сергій Голотов |
| 2002—03 | суперліга | 3-є                                        | Сергій Голотов |
| 2003—04 | суперліга | 3-є                                        | Сергій Голотов |
| 2004—05 | суперліга | 1-е                                        | Сергій Голотов |
| 2005—06 | суперліга | 1-е                                        | Сергій Голотов |
| 2006—07 | суперліга | 1-е                                        | Сергій Голотов |
| 2007—08 | суперліга | 1-е                                        | Сергій Голотов |
| 2008—09 | суперліга | 2-е                                        | Сергій Голотов |
| 2009—10 | суперліга | 3-є                                        | Сергій Голотов |
| 2010—11 | суперліга | 6-е                                        | Сергій Голотов |
| 2011—12 | суперліга | за дві неявки припинила участь у суперлізі |                |

Кубок України
- сезон 1996—1997 — Володарі Кубка України
- сезон 1997—1998 — Володарі Кубка України
- сезон 1998—1999 — Володарі Кубка України
- сезон 1999—2000 — Володарі Кубка України
- сезон 2000—2001
- сезон 2001—2002
- сезон 2002—2003
- сезон 2003—2004
- сезон 2004—2005 — Володарі Кубка України
- сезон 2005—2006 — Володарі Кубка України
- сезон 2006—2007 — Володарі Кубка України
- сезон 2007—2008 — Володарі Кубка України

Європейські кубки:
- сезон 1997—1998 — команда провела 9 ігор у Кубку володарів Кубків і перемогла в 7-ми іграх,
- сезон 1999—2000 — 7 ігор у Кубку Кубків — 6 перемог,
- сезон 2003—2004 — 3 гри в Кубку ЄКВ — 2 перемоги.
- сезон 2004—2005 — в Кубку ЄКВ — 3 перемоги у 5 іграх.
- сезон 2004—2005 — в кубку Топ-команд здобула 3 перемоги в 5 іграх.
- сезон 2005—2006 — в кубку Топ-команд здобула 3 перемоги в 6 іграх.
- сезон 2006—2007 — в кубку Топ-команд здобула 5 перемог в іграх і вийшла в ¼ фіналу.

## Відомі гравці і тренери
За команду виступали гравчині національної збірної України:
| - Ірина Жукова - Олена Кривоносова - Олександра Фоміна - Юлія Шелухіна - Олена Татаріна - Тетяна Вороніна - Олена Сидоренко - Ірина Швачка | - Антоніна Кривобогова - Ганна Цокур - Юлія Богмацер - Марина Манюк - Ольга Савенчук - Ірина Трушкіна - Марина Марченко |  |

З командою працювали такі відомі тренери, як заслужений тренер Росії В. Корсаков, заслужений тренер України В. Веремієнко. З 1996 року головним тренером команди є заслужений тренер України Сергій Голотов.